# Max Kroger
Max Kroger (ur. 14 marca 1899, zm. 3 kwietnia 1989) – australijski lekkoatleta, tyczkarz i wieloboista; zawodnik futbolu australijskiego, występujący w klubie Geelong Football Club
Podczas mistrzostw Australazji w 1926 zdobył srebro w skoku o tyczce oraz złoto w dziesięcioboju. Wynik uzyskany w dziesięcioboju był wówczas rekordem Australii.
21 listopada 1927 w Melbourne ustanowił wynikiem 3,54 rekord Australii w skoku o tyczce.